# ماکو (مجارستان)
شهر ماکو (به مجاری: Makó) در چونگراد-چاناد در کشور مجارستان واقع شده‌است. جمعیت این شهر ۲۴٫۹۸۶ نفر  است.